# Paul Klingenburg
Paul Klingenburg (* 19. Oktober 1907 in Duisburg; † 4. September 1964 in Assmannshausen) war ein deutscher Wasserballspieler.
Paul Klingenburg war Torhüter beim Duisburger Schwimmverein von 1898. Bei den Olympischen Spielen 1936 in Berlin wirkte er in sechs Spielen mit, unter anderem auch beim abschließenden Spiel gegen Ungarn, welches mit 2:2 endete. Ungarn erhielt wegen des besseren Torverhältnisses die Goldmedaille, Deutschland gewann Silber. Insgesamt nahm Klingenburg an 37 Länderspielen für Deutschland teil.
Nach dem Zweiten Weltkrieg übernahm Klingenburg mit seiner Frau Hedwig das Hotel seines Schwiegervaters in Assmannshausen.